# Caius Scribonius Curio (consul)
Pour les articles homonymes, voir Caius Scribonius Curio.
 (juin 2013).
Si vous disposez d'ouvrages ou d'articles de référence ou si vous connaissez des sites web de qualité traitant du thème abordé ici, merci de compléter l'article en donnant les références utiles à sa vérifiabilité et en les liant à la section « Notes et références ».
Caius Scribonius Curio, ou Curion l'Ancien (mort en 53 av. J.-C.) est un homme d'État et un orateur romain. Il a été surnommé Burbuleus (d'après un acteur) pour la manière qu'il avait de se mouvoir tout en parlant. Il a été remarqué pour ses talents d'orateur et la pureté de son latin. Il est le père de Curion.
En 90 av. J.-C., il est tribun de la plèbe.
Il sert ensuite sous Sylla en Grèce en tant que légat en Asie pendant la campagne visant à restaurer les royaumes abandonnés de Mithridate VI. Il assiège en 87 av. J.-C. le tyran Aristion, qui avait pris position sur l'Acropole, pendant l'attaque d'Athènes, que Sylla fait ensuite exécuter.
En 76 av. J.-C., il est nommé consul, avec Cnaeus Octavius comme collègue, puis effectue son proconsulat comme gouverneur de la province de Macédoine. Il combat avec succès les Dardaniens et les Mésiens, sur lesquels il remporte un triomphe militaire. 
Il est le premier général romain à atteindre le bas-Danube.
Ami de Cicéron, il le soutient pendant la conjuration de Catilina.
Il défend Publius Clodius Pulcher lorsque celui-ci est jugé pour avoir violé les rites de Bona Dea, contre Cicéron, ce qui n'altérera pas leur amitié.
Devenu un adversaire de Jules César, il écrira un dialogue politique contre lui.
En 57 av. J.-C, il est nommé pontife.